# Pouteria nemorosa
Pouteria nemorosa, llamada popularmente coquino,   es una especie de fanerógama de la familia Sapotaceae, endémica de Bolivia, Belice, Ecuador, Perú, Colombia y Venezuela.

## Características
Presenta hojas simples, alternas, márgenes blanquecinos,  que al cortarlas exudan látex. El fruto es una drupa globosa y jugosa. Semillas almendradas, de un lado rugoso y del otro liso.

## Taxonomía
Pouteria nemorosa fue descrita por Charles Baehni y publicado en Candollea 9: 348. 1942.